# 중화민국의 국립공원 목록

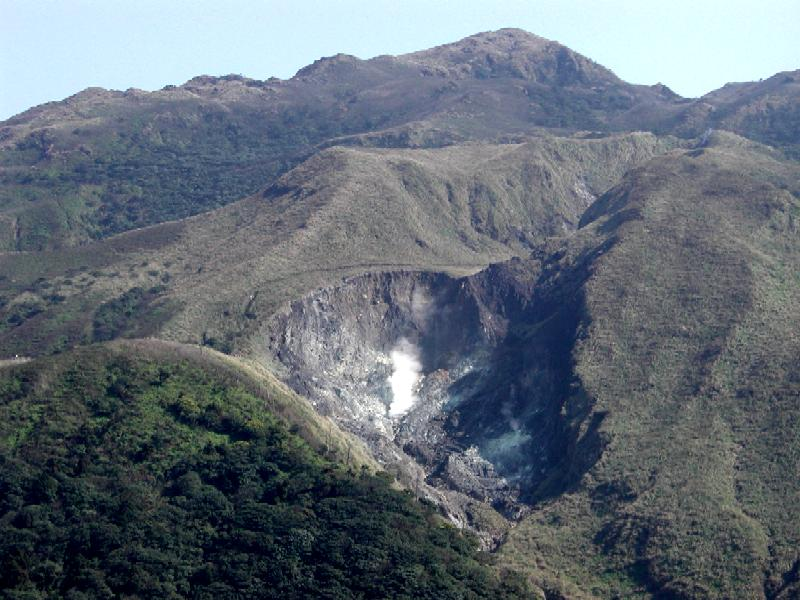
양밍산 국립공원

다음은 중화민국의 국립공원의 목록이다. 중화민국 정부에서 정한 국립공원이기 때문에, 중화민국의 국립공원이라고 칭한다.
- 켄팅 국립공원 (332.69 km2)
- 진먼 국립공원 (37.8 km2)
- 설패 국립공원 (768.5 km2)
- 타이루거 국립공원 (920 km2)
- 양밍산 국립공원 (114.55 km2)
- 위산 국립공원 (1054.91 km2)
- 둥사 마린 국립공원 (3537 km2)

## 일제 시대의 국립공원
- 치싱 국립공원 - 후에 양민산 국립공원에 합병
- 니가타 아리산 국립공원 - 현재는 위산과 아리 산이다.
- 쉐타로트 국립공원 - 현재는 설패 국립공원과 타이루꺼 국립공원이다.